# فريدريك فيرتهام
فريدريك فيرتهام (المولود باسم فريدريش إيغناتز فيرتهايمر، 20 مارس 1895 - 18 نوفمبر 1981) هو طبيب نفسي ومؤلف ألماني أمريكي. اكتسب فيرتهام سمعة مبكرة باعتباره طبيبًا نفسيًا تقدميًا إذ عالج المرضى السود الفقراء في عيادة لافارغ التابعة له على الرغم من تصاعد التمييز ضد السود ضمن أوساط الممارسة الصحية النفسية الحضرية في تلك الفترة من الزمن. نجح فيرتهام أيضًا في تأليف كتاب دراسي نموذجي عن الدماغ، إذ استُشهد بنتائج عوامل الضغط المؤسسية التي توصل إليها عندما ألغت المحاكم قوانين الفصل العنصري، وعلى الأخص قضية براون ضد مجلس التعليم.
على الرغم من ذلك، يُشتهر فيرتهام في المقام الأول لمخاوفه المتعلقة بتأثيرات الصور والمشاهد العنيفة في وسائل الإعلام بالإضافة إلى تأثير كتب القصص المصورة على تطور الأطفال. أكد فيرتهام في كتابه الأكثر شهرة إغراء الأبرياء (1954) على دور كتب القصص المصورة في تحويل اليافعين إلى جانحين. إلى جانب إغراء الأبرياء، كتب فيرتهام أيضًا مجموعة من المقالات وأدلى بشهادته أمام التحقيقات الحكومية المعنية بكتب القصص المصورة، على وجه الخصوص كجزء من تحقيقات الكونغرس الأمريكي في صناعة كتب القصص المصورة. أدى عمل فيرتهام، بالإضافة إلى جلسات الاستماع حول كتب القصص المصورة لعام 1954، إلى تأسيس ميثاق كتب القصص المصورة، على الرغم من تشكيك الباحثين اللاحقين في ملاحظاته.

## النشأة
وُلد فريدريش إيغناتز فيرتهايمر في 20 مارس 1895 في نورمبرغ لعائلة يهودية من الطبقة المتوسطة مكونة من سيغموند وماتيلده فيرتهايمر. كانت إيلا وينتر (في الأصل فيرتهايمر) إحدى أقاربه. لم يغير فريدريش اسمه قانونيًا إلى فريدريك فيرتهام حتى عام 1927. التحق فيرتهام بكلية كينغز لندن، إذ درس في جامعتي ميونيخ وإيرلانجن، وتخرج بدرجة دكتور في الطب من جامعة فورتسبورغ في عام 1921. تأثر فيرتهام إلى حد كبير بتوجهات د. إميل كريبلين، أستاذ الطب النفسي السريري في جامعة ميونيخ، وعمل لفترة وجيزة في عيادة كريبيلين في ميونيخ في عام 1922. أكد كريبلين على دور تأثيرات الخلفية الاجتماعية والبيئية في التطور النفسي. في نفس هذه الفترة تقريبًا، بدأ فيرتهام مراسلاته مع سيغموند فرويد، الذي كان له تأثير هام على اختيار فيرتهام الطب النفسي كاختصاص له.

## الاتهام بتزييف البيانات
بعد فتح مجموعة المخطوطات الخاصة بفيرتهام في مكتبة الكونغرس في عام 2010، عملت أمينة المكتبات وأستاذة علوم المعلومات بجامعة إلينوي، كارول تيلي، على التحقيق في أبحاثه وأشارت إلى أن استنتاجاته لا أساس لها من الصحة. في دراسة لعام 2012، كتبت تيلي «لقد لجأ فيرتهام إلى التلاعب بالأدلة، والمبالغة بتقييمها، وتقويضها وتلفيقها – على وجه الخصوص تلك الأدلة المنسوبة إلى الأبحاث السريرية الشخصية مع اليافعين – من أجل تحقيق مكاسب بيانية».
تشمل الانتقادات الموجهة إلى إغراء الأبرياء كلًا من استخدام فيرتهام لعينة غير قادرة على تمثيل الفئة المستهدفة، إذ اختار مجموعة من الأفراد اليافعين الذين يعانون مسبقًا من الاضطرابات النفسية، وتقديمه بشكل خاطئ قصص زملاء له باعتبارها قصصه بالإضافة إلى تلاعبه بأقوال المراهقين عن طريق تعمد إهمال بعض المقاطع مع إعادة صياغة مقاطع أخرى بشكل متناسب أكثر مع أطروحته.